# Силети
Силети (Селети) (на казахски: Сілеті; на руски: Силети) е река в Казахстан, Акмолинска, Павлодарска и Северноказахстанска област. Дължина 407 km. Площ на водосборния басейн 18 500 km².
Река Силети води началото си от Казахската хълмиста земя в Акмолинска област, на 386 m н.в., на 3 km източно от село Елизаветинка, на около 30 km северно от столицата Астана. Тече основно на северизток през крайните северни части на Казахската хълмиста земя и на север в най-южните части на Ишимската равнина (част от Западносибирската равнина). В горното течение долината ѝ е с ширина от 500 – 700 m до 1,2 – 2 km, а коритото – 40 – 50 m. В долното течение ширината на коритото нараства до 120 – 500 m. Влива се от юг в голямото безотточно, горчиво-солено езеро Силетитениз, на 65 m н.в., разположено в източната част на Северноказахстанска област. Основни притоци: Ашчълъайръ (ляв); Коянди, Акжар, Карасу, Акмърза, Кедей (Томдъозек), Шийли (десни). Пълноводие през пролетта, когато преминава около 95% от годишния и отток. През лятото силно намалява, а в някои по плитки участъци пресъхна. Среден годишен отток при село Бестогай 5,8 19,5 m³/sec. Замръзва през октомври или ноември, а се размразява през март или април. При село Селетинское (Акмолинска област), на 133 km от устието ѝ е изградено Селетинското водохранилище, водите на което се използват за напояване. По течението ѝ са разположени около 20 села, в т.ч. районният център село Селетинское.